# Pseudotetraglenes cambodgensis
Pseudotetraglenes cambodgensis là một loài bọ cánh cứng trong họ Cerambycidae.